# شركة إدارة الوجهات
شركة إدارة الوجهات (destination management company) أو أختصاراً (DMC) هي شركة خدمات مهنية محترفة تتمتع بالمعرفة والخبرة والموارد المحلية، وتعمل في تصميم وتنفيذ الفعاليات والأنشطة والجولات والنقل ولوجستيات البرامج.
يوجد عدد قليل جدًا من منظمات إدارة الوجهات. تعني الإدارة السيطرة، ونادرًا ما تتحكم منظمة السياحة في موارد الوجهة، كما في حالة تطوير حكومة نيوزيلندا لمنتجع روتوروا في النصف الأول من القرن العشرين. تعتبر غالبية هذه الكيانات مؤسسات «تسويق» وجهة.
توفر شركة إدارة الوجهات خدمة أرضية بناءً على المعرفة المحلية بالوجهات المحددة. يمكن أن تكون هذه الخدمات هي النقل والإقامة في الفنادق والمطاعم والأنشطة والرحلات الاستكشافية وأماكن المؤتمرات والأحداث ذات الطابع الخاص وحفلات العشاء والخدمات اللوجستية والاجتماعات وخطط الحوافز وكذلك المساعدة في التغلب على حواجز اللغة. من خلال العمل كاتحادات شراء، يمكن لشركة إدارة الوجهات تقديم أسعار تفضيلية بناءً على القوة الشرائية التي تتمتع بها مع مورديها المفضلين.